# Rezervația peisagistică Fetești
Rezervația peisagistică Fetești este o arie protejată, situată la nord-vest de satul omonim din raionul Edineț, Republica Moldova (ocolul silvic Edineț, Fetești, parcelele 9-14, 59). Are o suprafață de 555 ha. Obiectul este administrat de Gospodăria Silvică de Stat Edineț.

## Descriere
Aria naturală include o pădure de carpen de diferite vârste pe pante pietroase. În componența ei intră stejar pedunculat și pufos, gorun, frasin, cireș, alun, păducel. Sunt multe poieni cu plante caracteristice stâncilor calcaroase. Zona include specii rare de plante: caprifoi, bârcoace negru, crușin, albiță și altele. Există un sector de gârnețe unice pentru zona de nord a țării.
Rezervația se întinde printre toltrele din preajma Prutului, de-a lungul malurilor abrupte ale râului Draghiște.

## Galerie

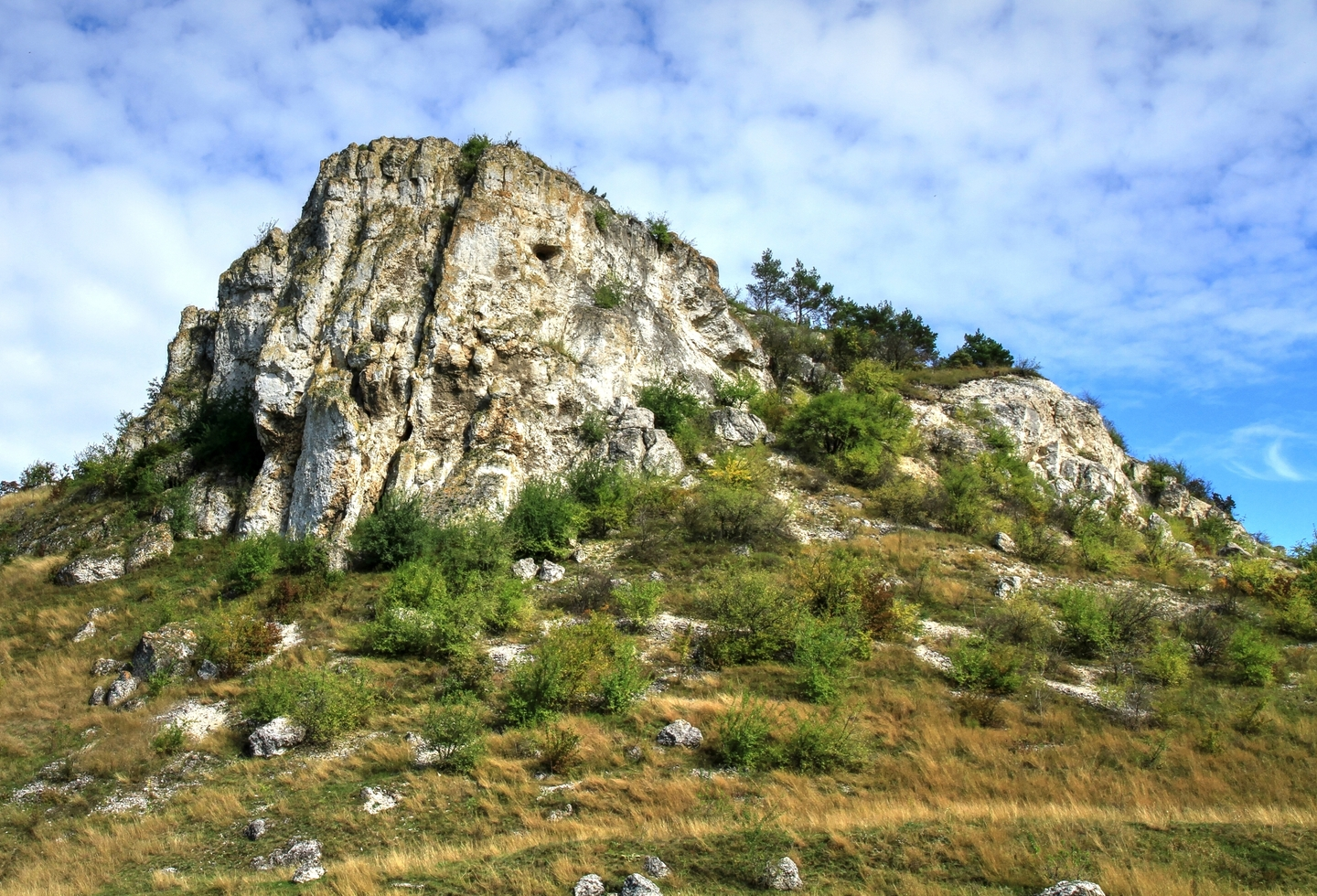
„Stînca lui bunic”.
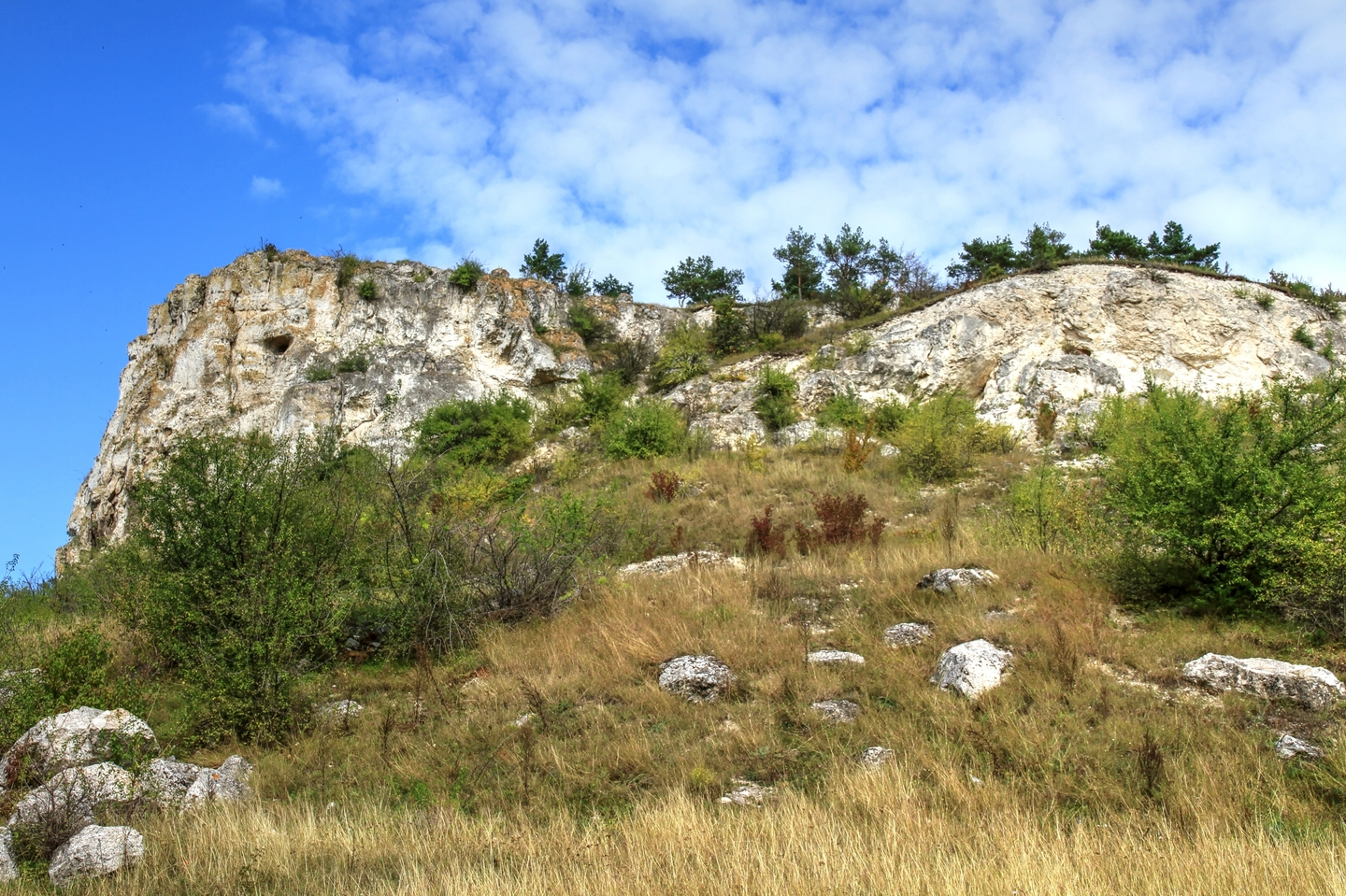
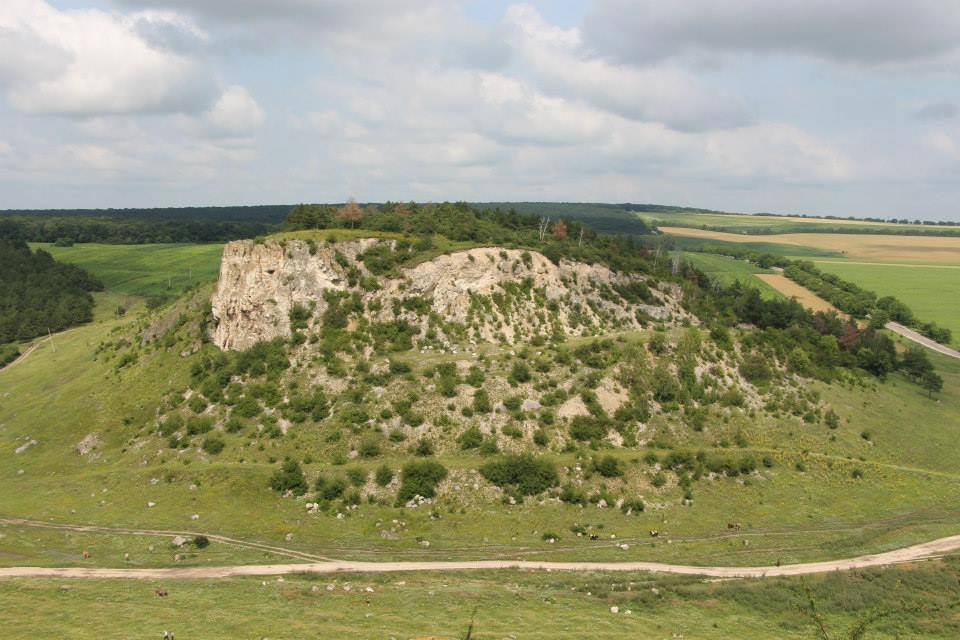
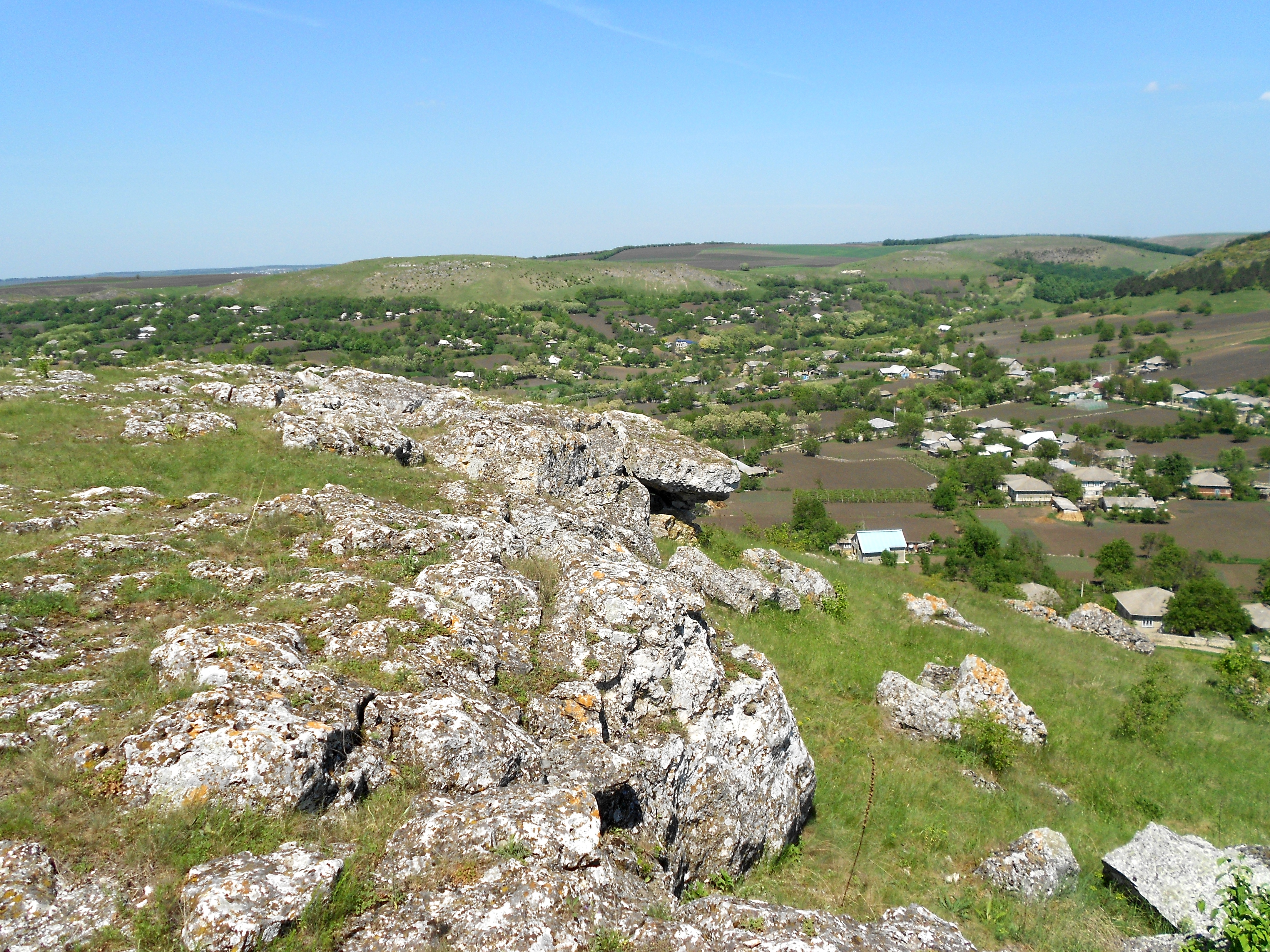
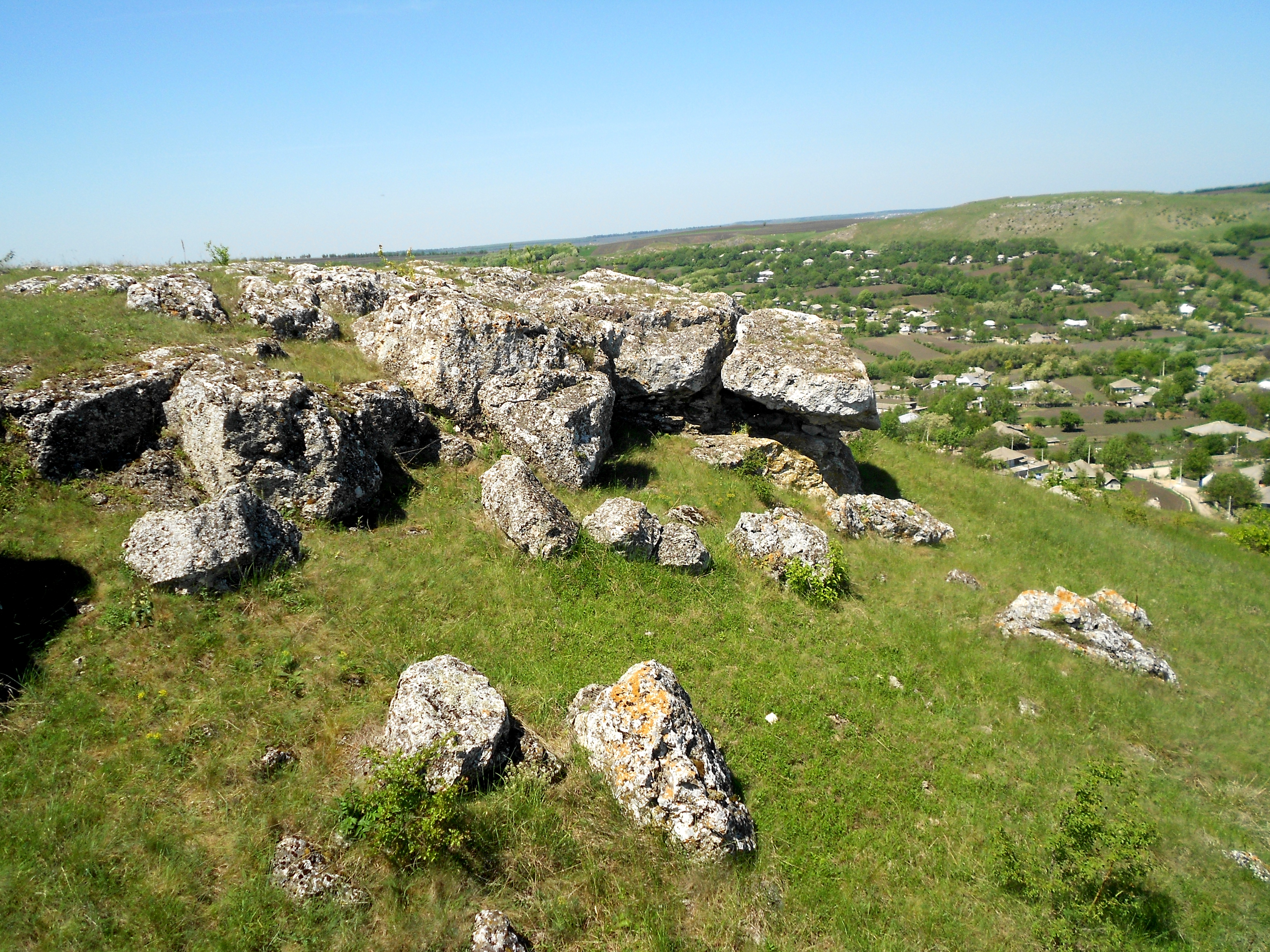
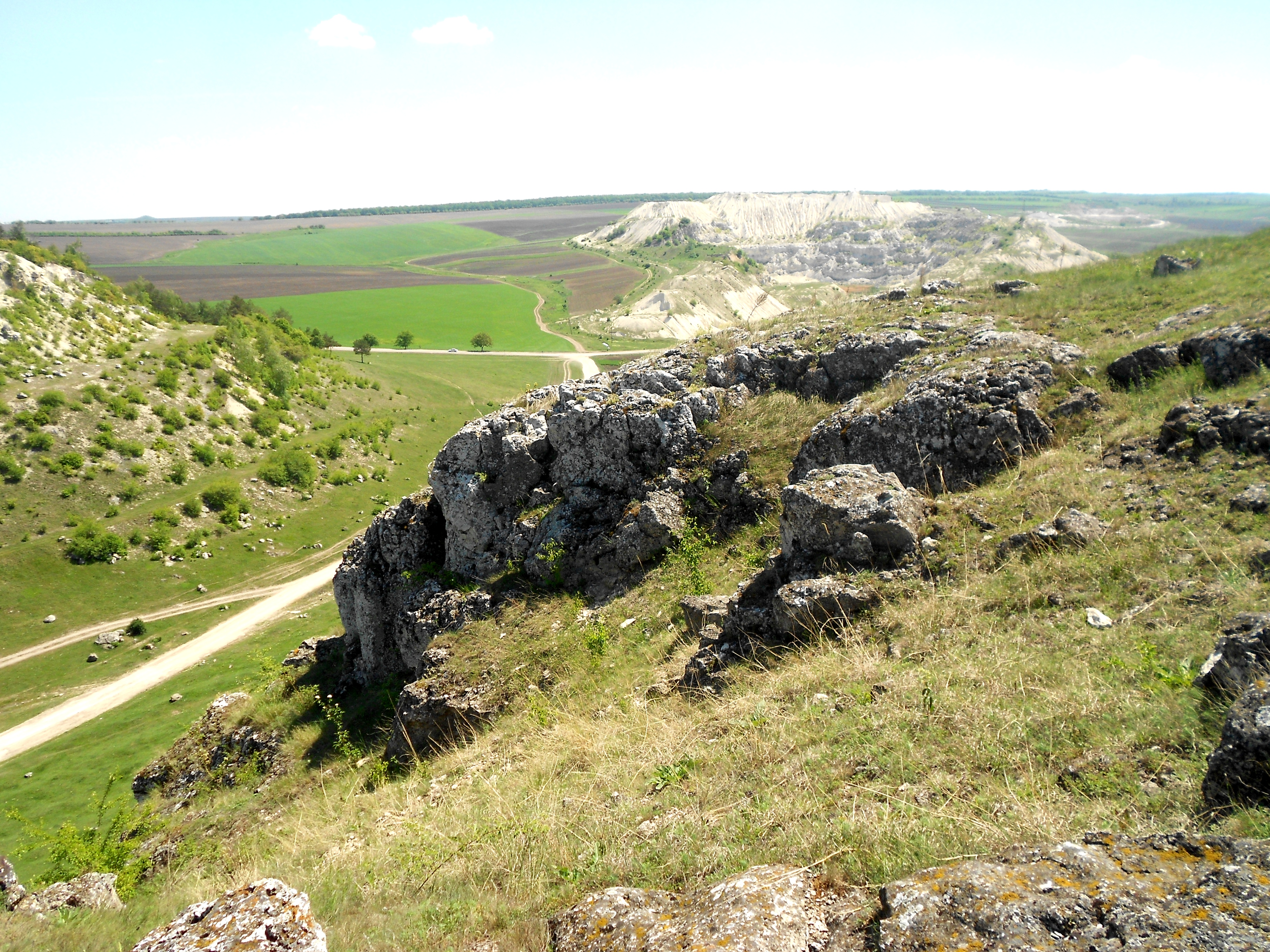
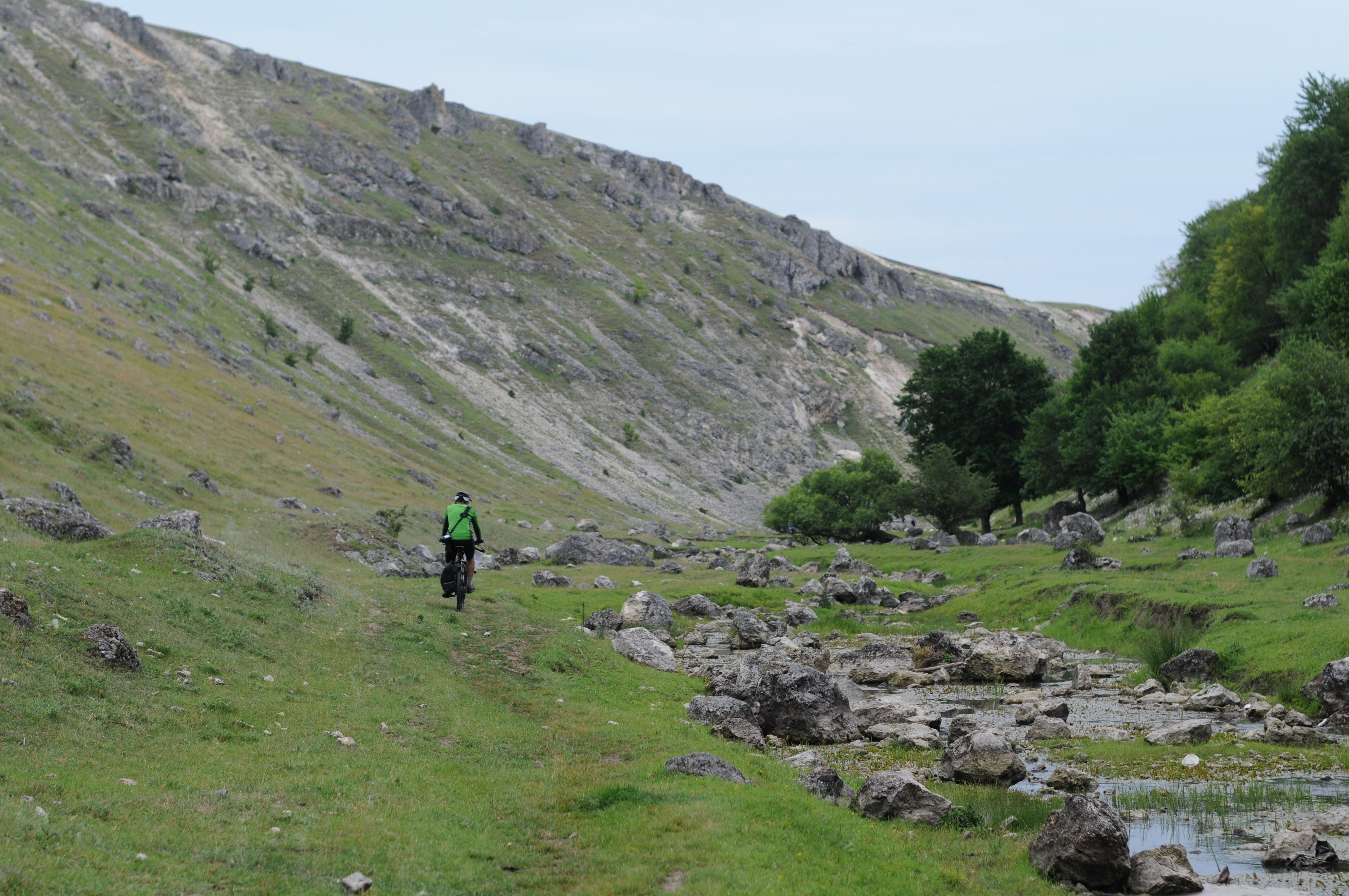
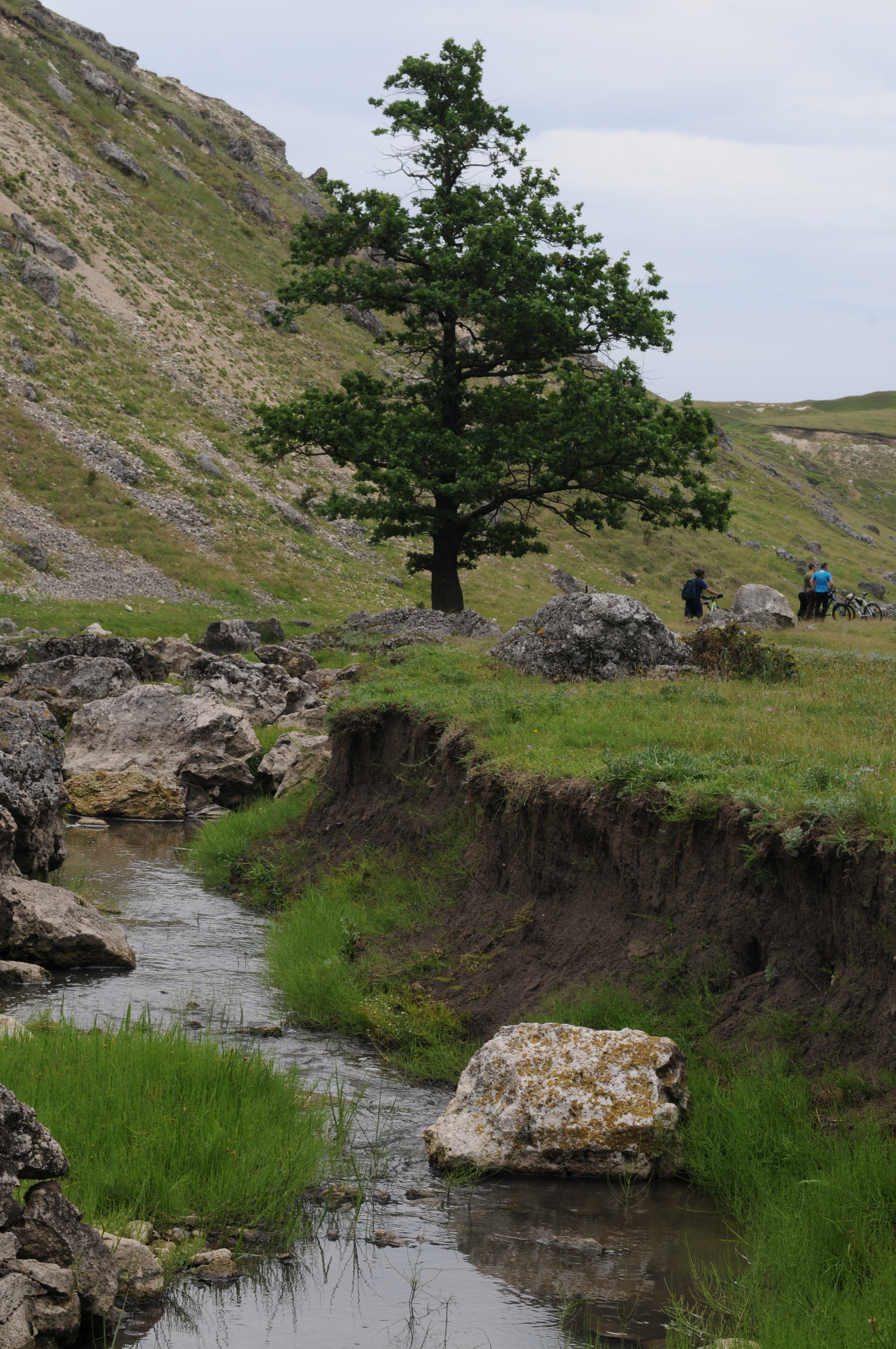
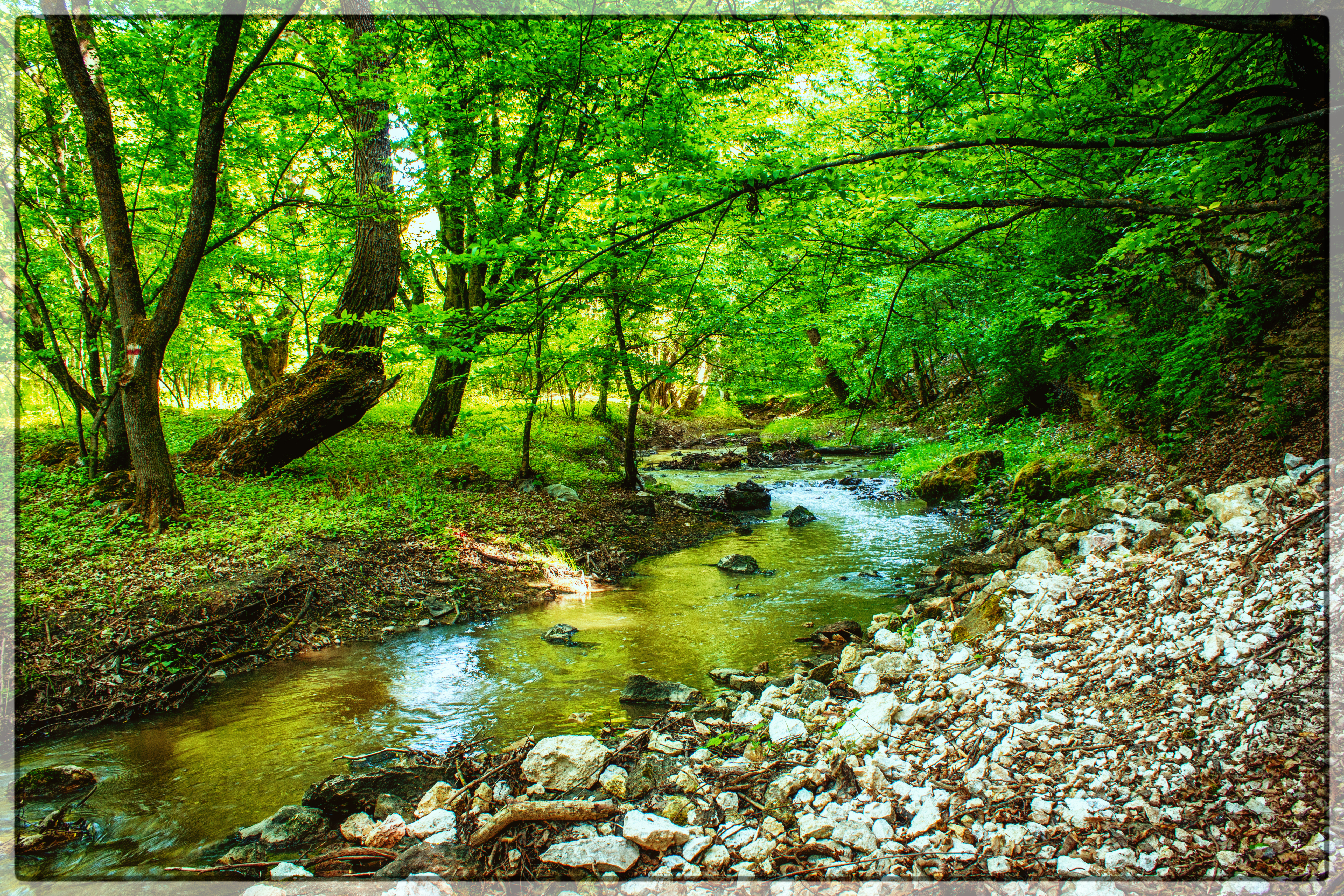
Pârâul care  străbate o porțiune din rezervație.
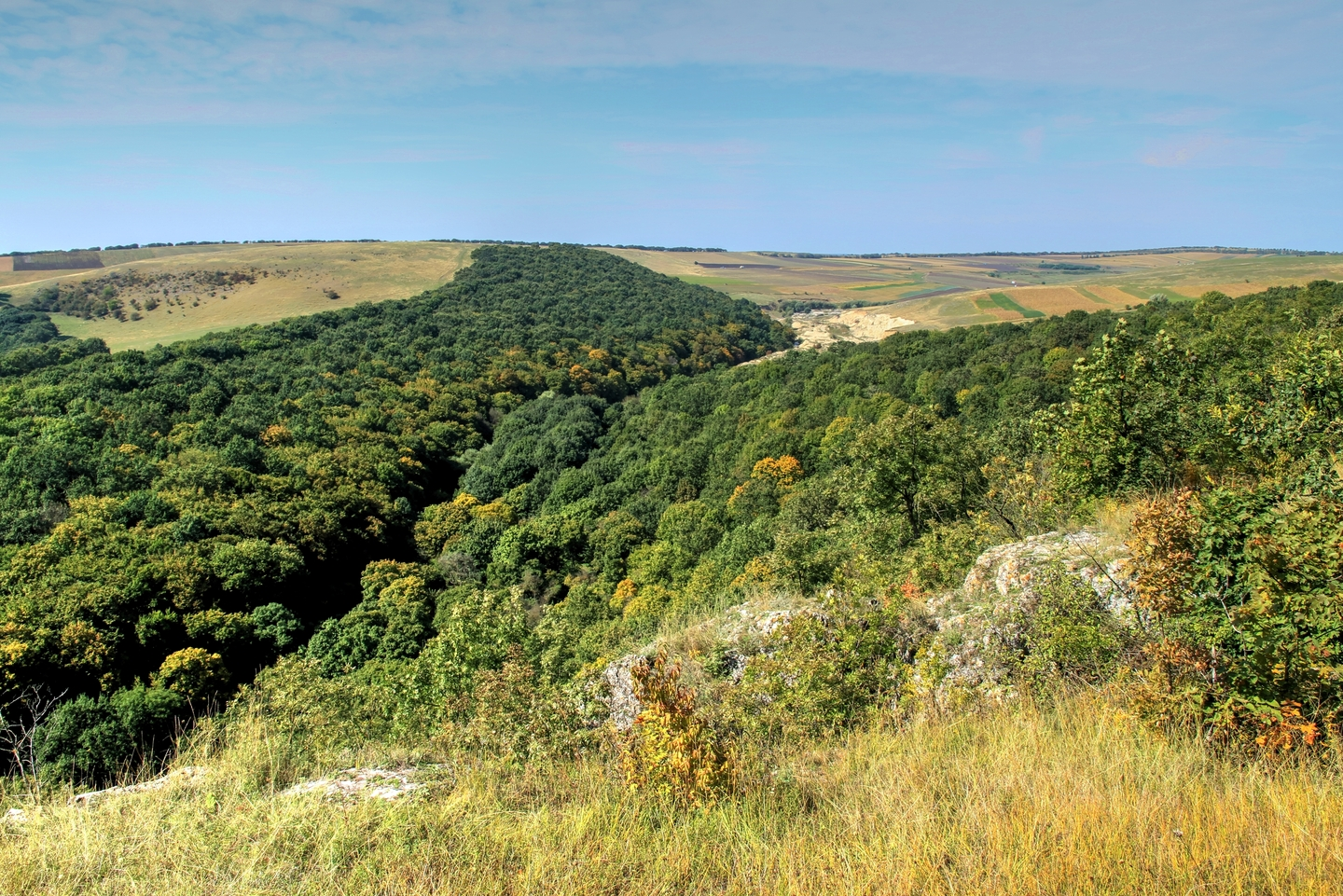
Masiv forestier din rezervație.
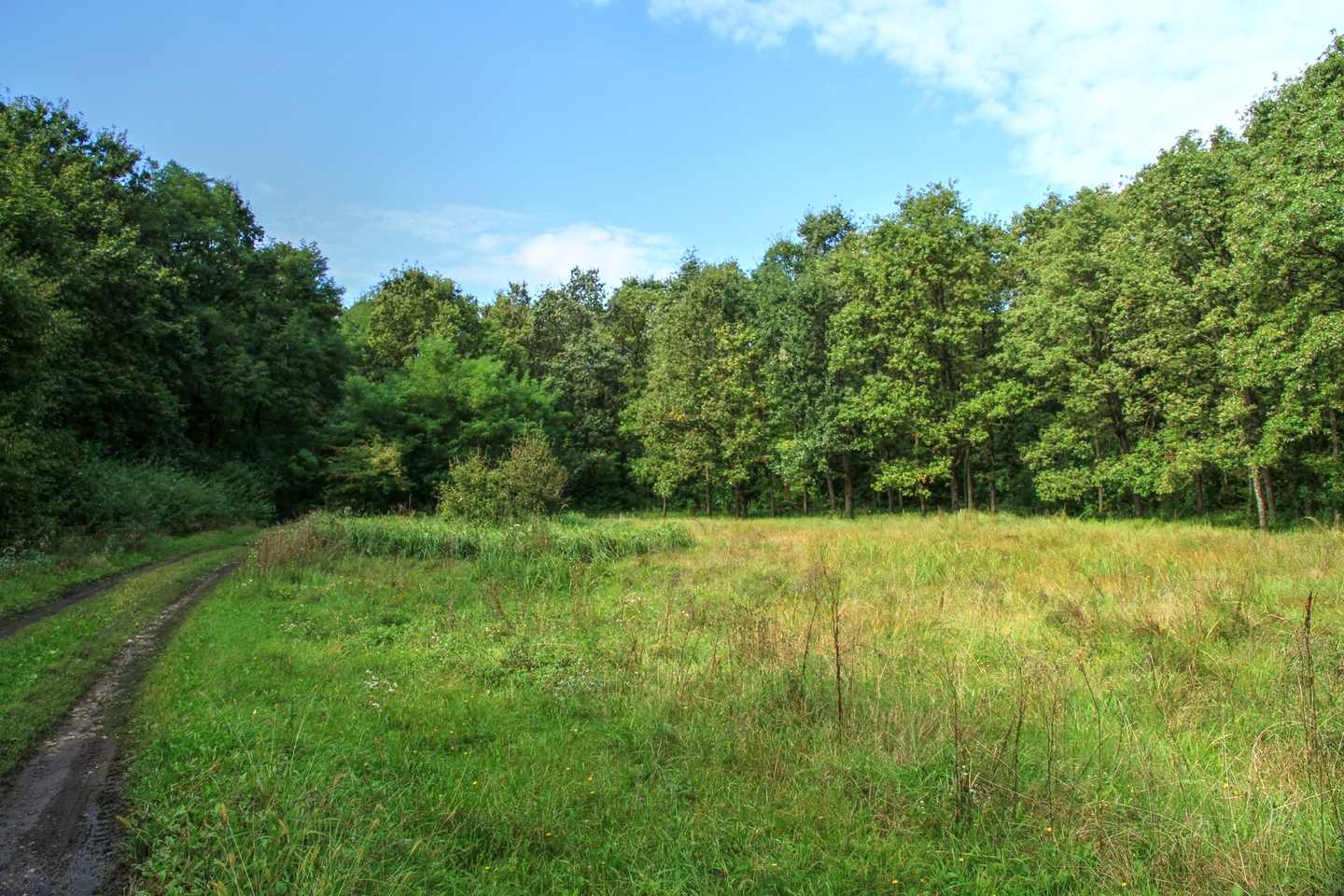
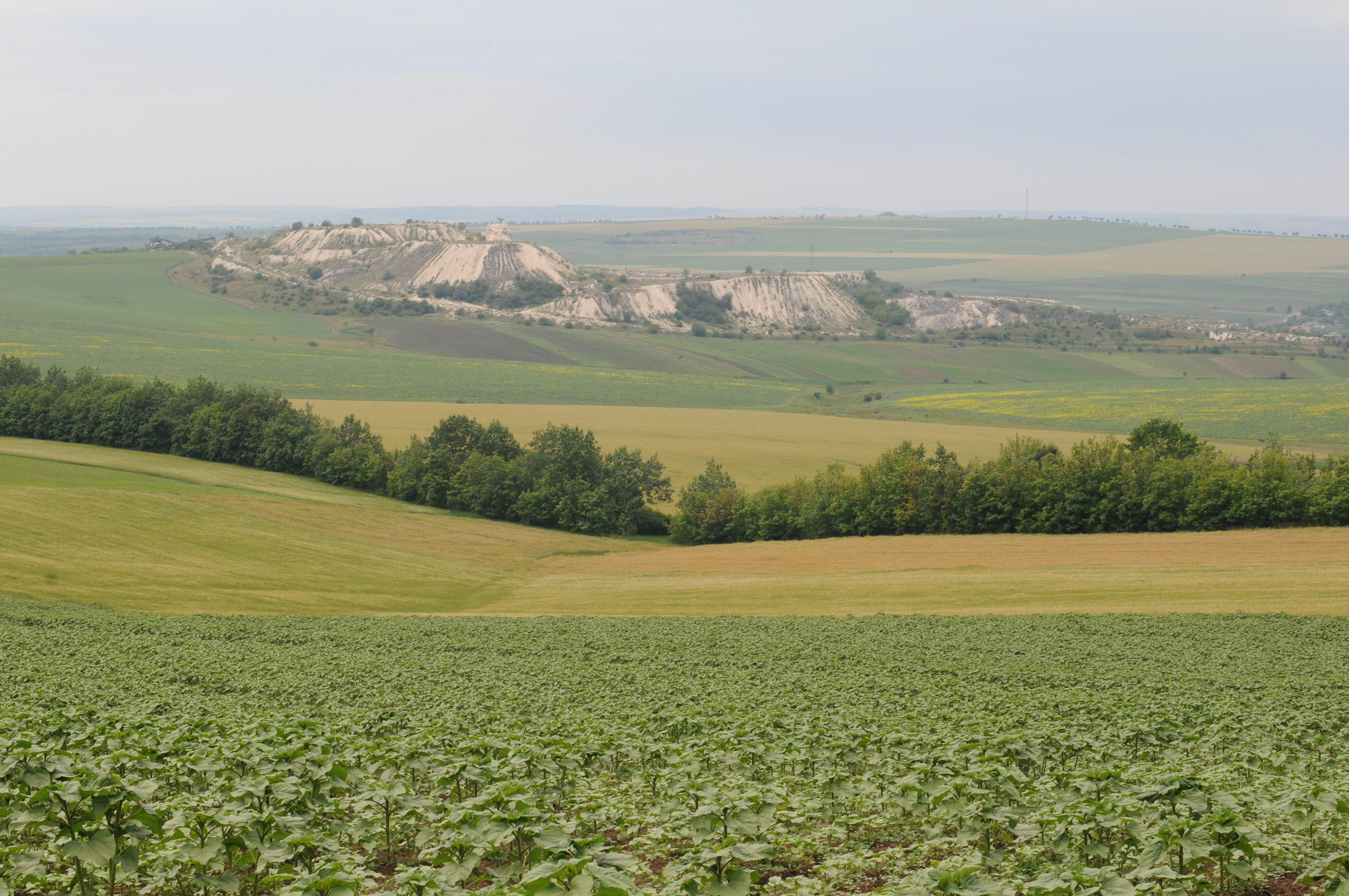